# Pomorska Fabryka Samochodów, Motorów i Maszyn w Toruniu
Pomorska Fabryka Samochodów, Motorów i Maszyn – stacja obsługi pojazdów i warsztaty naprawcze należące do braci Cierpiałkowskich, znajdujące się w Toruniu przy ul. Szosie Chełmińskiej 33. Był to największy zakład motoryzacyjny w Polsce Zachodniej podczas okresu międzywojennego.
Firma Pawła i Konstantego Cierpiałkowskich powstała w 1920 roku. Warsztat, wcześniej należący do Władysława Katafiasa, mieścił się przy ul. Podmurnej 6/8. Pierwotnie zajmowali się oni naprawą aut armii gen. Józefa Hallera i prowadzeniem szkoły dla szoferów. W 1922 roku bracia przenieśli siedzibę przedsiębiorstwa do dawnego niemieckiego zakładu motoryzacyjnego Kuhl und Klein, znajdującego się przy ul. Szosa Chełmińska 33. Bracia rozbudowali zakład. Wybudowali: halę obrabiarek, montownie, magazyny, stolarnie, garaże, odlewnie metali, całodobową stację benzynową (w 1929). Wartość rocznej produkcji w połowie lat 20. wynosiła ponad 200 tys zł. W tym okresie zakład zatrudniał ok. 50 pracowników.
W okresie międzywojennym zakład współpracował ze spółką Schlee-Werk, produkującą części samochodowe, oraz ze spółką Indian Motocycle Company. W 1924 roku przedsiębiorstwo rozpoczęło autoryzowaną sprzedaż aut firmy Ford Motor Company (jako Auto-Traktor, z siedzibą przy ul. Królowej Jadwigi 13/15, następnie Chełmińskiej 9). Auto-Traktor przejął w 1925 roku Maksymilian Hartwig, wcześniej pracownik w fabryce Cierpiałkowskich.
Pomorska Fabryka Samochodów, Motorów i Maszyn w Toruniu działała aż do wybuchu II wojny światowej. Do wybuchu wojny zakład kilkakrotnie zmieniał właścicieli oraz raz zbankrutował.
Budynki wchodzące w skład Pomorskiej Fabryki Samochodów, Motorów i Maszyn wyburzono w 2015 roku.